# Juan Manuel Ordóñez
Juan Manuel Ordóñez y Ordóñez (Paracuellos de Jarama, Madrid; 1851-Sitges, Barcelona; 1930) fue un ingeniero militar español. Impulsó y ahondó en estudios de gran valía en el campo de la balística, tanto la externa dedicada al estudio de la trayectoria de un proyectil desde que sale del arma hasta que hace impacto, y de la balística de efectos que explica los resultados producidos por diferentes municiones, tales como la penetración en un blindaje o medio compacto, como la explosión. Todo ello con aportaciones matemáticas a los cálculos necesarios para saber la velocidad exacta y el ángulo de incidencia de cualquier pieza, algo clave para determinar la eficacia de cada una de ellas.
Con las aportaciones realizadas a nivel teórico, Ordóñez fue uno de los personajes relevantes que en la segunda mitad del siglo XIX más incidieron en los progresos técnicos aplicados a la artillería y que llevaron a la creación del tipo de cañón que existe en la actualidad, estriado y de retrocarga, que permitió un control absoluto de la rapidez, distancia y velocidad de tiro.
Entre sus principales creaciones destacan el Obús Ordóñez de 15 cm (de 1885) y el Obús Ordóñez de 24 cm (de 1891), que fue utilizado en la guerra de Cuba.
- Datos: Q5951107